# 圡支田一家
圡支田一家（どしだいっか）は東京都練馬区に本部を置く博徒系暴力団で、指定暴力団・住吉会の二次団体。構成員は約120人。

## 歴史
清水次郎長の舎弟でもあった土支田新鍛冶こと榎本新左衛門により結成、榎本は北豊島郡大泉村元上土支田村（現東京都練馬区土支田）の生まれだった。
裁判長から「縄張り」はどこかと聞かれた榎本は「富士の山に昇って見渡しの付く処は皆此の俺の縄張り場所である」と言い、相手も「あゝ、そうか」と言葉が続かなかったという有名な逸話がある。
大規模な指定暴力団にあたる住吉会の傘下組織のなかでも、2012年時点で100年以上の歴史を有する老舗として知られる。

## 歴代総長
出典：藤田五郎『関東の親分衆』
- 初代 - 榎本新左衛門（土支田新鍛冶）
- 二代目 - 佐久間忠造（大門山の忠造）
- 三代目 - 篠信太郎（コブ信）
- 四代目 - 小澤呈治郎
- 五代目 - 中村新太郎
- 六代目 - 須田佐門
- 七代目 - 杉原繁雄
- 八代目 - 林昭太郎
- 九代目 - 大塚武尊（除籍、抹消）
- 九代目 - 並木實（住吉会東京西南地区統括長）